# 움살랄 SC
움살랄 스포츠 클럽(아랍어: نادي أم صلال الرياضي)은 움살랄에 연고지를 두고 있는 카타르의 축구 클럽이다. 과거에는 알타다문 클럽으로 잘 알려졌으며 움살랄은 2006-07 시즌에 카타르 리그로 승격 되었는데 2008년에는 아미르 컵 결승전에서 알가라파를 4 대 1로 꺾고 우승을 차지하면서 AFC 챔피언스리그 2009 출전하여 준결승까지 오르는 기염을 토하기도 했다.

## 선수 명단

### 현역
참고: FIFA 자격 규정에 따라 소속된 국가대표팀 국기를 표시합니다. 선수는 복수의 FIFA 비회원국 국적을 가지고 있을 수 있습니다.
| 번호 | 포지션 | 국적   | 이름            |
| ---- | ------ | ------ | --------------- |
| 15   | DF     | 모로코 | 마루안 루아드니 |
| 23   | GK     | 세네갈 | 랜딩 바지       |

| 번호 | 포지션 | 국적 | 이름 |
| ---- | ------ | ---- | ---- |

## 역대 감독
| 감독              | 임기        |
| ----------------- | ----------- |
| 알랭 페랭         | 2013        |
| 세르지우 파리아스 | 2021 ~ 2022 |
| 파블로 마친       | 2024 ~      |

## 우승 기록

### 국내 대회
- 아미르 컵
  - 우승: 2008

- 셰이크 자셈 컵
  - 우승: 2009